# Sophisticated Ladies
Sophisticated Ladies was een muzikale revue gebaseerd op de muziek van Duke Ellington. De revue werd in de periode 1981-1983 767 keer opgevoerd op Broadway, naast een vijftiental previews. De revue werd in 1981 acht keer genomineerd voor een Tony Award, maar kreeg er uiteindelijk maar twee, voor de beste bijrol en voor de beste kleding.

## Productie
De revue werd voor het eerst opgevoerd in het Lunt-Fontanne Theatre op 1 maart 1981, de laatste voorstelling was op 2 januari 1983. De musical was ontwikkeld door Donald McKayle en werd geregisseerd door Michael Smuin. Voor de choreografie waren McKayle, Smuin, Henry LeTang, Bruce Heath, en Mercedes Ellington verantwoordelijk. De orchestratie kwam van Al Cohn, de arrangementen van Lloyd Mayers. De muzikale leiding was in handen van Duke Ellington's zoon, Mercer Ellington. In de oorspronkelijke, volledig zwarte cast zongen en dansten onder meer Gregory Hines, Judith Jamison, Phyllis Hyman en Hinton Battle. Hines' oudere broer Maurice maakte later deel uit van de cast.

## Muziek
In het eerste deel werd van Ellington's leven de periode belicht van Ellington's jaren in de Cotton Club tot en met zijn eerste grote successen. In het tweede deel stond zijn privéleven en Ellington als kunstenaar centraal. De liedjes die werden gebracht waren onder meer "Mood Indigo," "Take the "A" Train", "I'm Beginning to See the Light", "Hit Me With a Hot Note and Watch Me Bounce", "Perdido", "It Don't Mean a Thing (If It Ain't Got That Swing)", "I Let a Song Go Out of My Heart", "Old Man Blues", "In a Sentimental Mood", "Sophisticated Lady", "Don't Get Around Much Anymore", "Satin Doll" en "I Got It Bad and That Ain't Good".